# Тихонцов Євген Павлович
Євген Павлович Тихонцов (біл. Яўген Паўлавіч Ціханцоў; 4 листопада 1998) — білоруський важкоатлет, бронзовий призер літніх Олімпійських ігор 2024, дворазовий чемпіон Європи та чемпіон світу (2019) з важкої атлетики, срібний призер чемпіонату світу серед молоді 2017.

## Кар'єра
На чемпіонаті світу 2017 серед молоді Токіо за підсумками змагань посів 2-е місце із загальною сумою 378 кг у ваговій категорії до 94 кг і став срібним призером юніорської першості світу.
На літній Універсіаді 2017 у Тайбеї зайняв підсумкове шосте місце у ваговій категорії до 94 кг, набравши загальну суму 368 кг.
На чемпіонаті Європи 2017 серед молоді став володарем срібної медалі із загальною сумою 368 кг.
На початку листопада 2018 на чемпіонаті світу в Ашхабаді у ваговій категорії до 96 кг здобув малу бронзову медаль у вправу ривок, піднявши штангу вагою 180 кг. У підсумковому протоколі став четвертим, не добравши до абсолютної бронзової медалі один кілограм.
На чемпіонаті Європи 2019 в Батумі виборов титул європейського чемпіона, зафіксувавши загальну вагу за сумою двох вправ 400 кг. Також переміг в окремих вправах (ривок – 178 кг, поштовх – 222 кг).
У вересні 2019 на чемпіонаті світу в Паттайї, виступаючи у вазі 102 кг, завоював золото в сумі з результатом 398 кг (180 кг+218 кг), перемігши Чжин Юнсена з Південної Кореї.
У Саудівській Аравії, де відбувся Чемпіонат світу з тяжкої атлетики 2023, у категорії до 102 кг завоював бронзову медаль чемпіонату світу з результатом 394 кг за сумою двох вправ. Мала золота медаль у ривку також дісталася йому (183 кг).
У лютому 2024 на чемпіонаті Європи у Софії завоював золоту медаль за сумою двох вправ із результатом 398 кг. У вправі «поштовх» став першим (217 кг), а вправі «ривок» був другим (181 кг).
На літніх Олімпійських іграх у Парижі в 2024 в категорії до 102 кг завоював бронзову медаль із результатом за сумою двох вправ — 402 кг (183+219), що на 4 кг менше, ніж у олімпійського чемпіона Лю Хуаньхуа.

## Результати
| Рік              | Місце                      | Вага             | Ривок            | Ривок            | Ривок            | Ривок            | Поштовх          | Поштовх          | Поштовх          | Поштовх          | Загалом          | Місце            |
| Рік              | Місце                      | Вага             | 1                | 2                | 3                | Місце            | 1                | 2                | 3                | Місце            | Загалом          | Місце            |
| Олімпійські ігри | Олімпійські ігри           | Олімпійські ігри | Олімпійські ігри | Олімпійські ігри | Олімпійські ігри | Олімпійські ігри | Олімпійські ігри | Олімпійські ігри | Олімпійські ігри | Олімпійські ігри | Олімпійські ігри | Олімпійські ігри |
| ---------------- | -------------------------- | ---------------- | ---------------- | ---------------- | ---------------- | ---------------- | ---------------- | ---------------- | ---------------- | ---------------- | ---------------- | ---------------- |
| 2020             | Токіо, Японія              | до 96 кг         | 170              | 170              | 173              | Н/Д              | 201              | 201              | 201              | Н/Д              | DNF              | —                |
| 2024             | Париж, Франція             | до 102 кг        | 176              | 178              | 183              | Н/Д              | 214              | 219              | 228              | Н/Д              | 402              | 3                |
| Чемпіонат світу  |                            |                  |                  |                  |                  |                  |                  |                  |                  |                  |                  |                  |
| 2018             | Ашгабат, Туркменістан      | до 96 кг         | 173              | 180              | 184              | 3                | 210              | 217              | 217              | 7                | 390              | 4                |
| 2019             | Паттая, Таїланд            | до 96 кг         | 175              | 180              | 182              | 2                | 212              | 213              | 218              | 2                | 398              | 1                |
| 2023             | Ер-Ріяд, Саудівська Аравія | до 102 кг        | 175              | 179              | 183              | 1                | 211              | 217              | 217              | 9                | 394              | 3                |
| Чемпіонат Європи |                            |                  |                  |                  |                  |                  |                  |                  |                  |                  |                  |                  |
| 2019             | Батумі, Грузія             | до 96 кг         | 170              | 174              | 178              | 1                | 204              | 210              | 222              | 1                | 400              | 1                |
| 2024             | Софія, Болгарія            | до 102 кг        | 176              | 176              | 181              | 2                | 211              | 217              | 222              | 1                | 398              | 1                |